# Paul Émile de Puydt
Paul Émile de Puydt (Mons, 6 de marzo de 1810-Mons, 28 de mayo de 1891) fue un escritor belga cuya contribución incluye trabajos en botánica y en economía. Como botánico, que escribió especialmente sobre orquídeas. La abreviatura de autor botánico estándar De Puydt se aplica a las especies que describió. Era hermano del ingeniero belga Remi de Puydt.
Como economista político, es conocido como el inventor del término panarquía, el concepto donde personas en la misma jurisdicción tengan la libertad de elegir a que gobierno pertenecen, y los gobiernos tengan que competir por los ciudadanos. David Hart del Departamento de Historia de la Universidad de Stanford sugiere que Paul-Emile de Puydt pudo haber estado influenciado por los trabajos sobre gobierno competitivo de su compatriota Gustave de Molinari.

## Obra
Botánica
- Traité théorique et pratique de la culture des plantes de serre froide, orangerie et serre tempérées des jardiniers, précédé de notions pratiques de physiologie végétale et de physique horticole, et de conseils pour la construction des différentes serres. 1860
- Les Poires de Mons. 1860
- Les Plantes de serre, traité théorique et pratique de la culture de toutes les plantes qui demandent un abri sous le climat de la Belgique. 2 vols, 1866
- Les Orchidées, histoire iconographique, organographie, classification, géographie, collections, commerce, emploi, culture, avec une revue descriptive des espèces cultivées en Europe. Ouvrage orné de 244 vignettes et de 50 chromo-lithographies, dessinées d'après nature sous la direction de M. Leroy, dans les serres de M. Guibert. (1880

Ciencias sociales
- La Charité et les institutions de bienfaisance. 1867
- Marche et progrès de la civilisation dans les temps modernes. 1870
- La Grève. 1876

Novelas
- Chevreuse, roman. 1859
- Maudit métier, histoire du Borinage. 1883
- Cent mille francs de dot. 1890

## Honores
Eponimia
- (Orchidaceae) Colax puydtii Linden & André[4]
- (Orchidaceae) Lycaste puydtii G.Nicholson[5]

- La abreviatura «De Puydt» se emplea para indicar a Paul Émile de Puydt como autoridad en la descripción y clasificación científica de los vegetales.[6]